# Воронцов-Дашков, Илларион Илларионович
Граф Илларио́н Илларио́нович Воронцо́в-Да́шков (12 (24) мая 1877, Царское село — 20 апреля 1932, Париж) — полковник лейб-гвардии Гусарского Его Величества полка, герой Первой мировой войны.

## Биография
Православный. Третий сын генерала от кавалерии графа Иллариона Ивановича Воронцова-Дашкова и жены его Елизаветы Андреевны Шуваловой (1845—1924).
По окончании Пажеского корпуса по 1-му разряду в 1898 году, выпущен был корнетом в лейб-гвардии Гусарский Его Величества полк.
Произведен в поручики 6 декабря 1902 года, в штабс-ротмистры — 6 декабря 1905 года. С 5 сентября 1909 года назначен адъютантом к великому князю Михаилу Александровичу, с оставлением в списках лейб-гвардии Гусарского полка. Произведен в ротмистры 11 марта 1911 года, в полковники — 6 декабря 1913 года.
С началом Первой мировой войны, 23 августа 1914 года назначен командиром Кабардинского конного полка. Пожалован Георгиевским оружием
За то, что, будучи командиром Кабардинского конного полка, в бою 10 сентября 1915 года при боевой разведке на р. Стрыпе, с целью определения расположения противника на фронте дивизии, командуя двумя ротами 128-го пехотного Старооскольского полка, 6-ю орудиями и двумя полками конницы, успешно выполнил порученную ему разведку, причем взятие высоты 392 дало возможность прочно закрепиться дивизии на всем фронте и развить впоследствии успешное продвижение на соседних участках 11-го корпуса.
24 марта 1916 года возвращён на должность адъютанта великого князя Михаила Александровича, с оставлением по гвардейской кавалерии.
В Гражданскую войну участвовал в Белом движении в составе ВСЮР и Добровольческой армии. Участвовал в организации Терского восстания. В мае 1920 года прибыл в Крым.
В эмиграции во Франции. Скончался в 1932 году в Париже. Похоронен на кладбище Сент-Женевьев-де-Буа.

## Семья
Первая жена (с 10 сентября 1900 года) —  Ирина Васильевна Нарышкина (16.05.1879—28.05.1917), фрейлина двора (1898); дочь известного петербургского богача Василия Львовича Нарышкина (1841—1909) от брака с княжной Феодорой Павловной Орбелиани (1852—1930). Высокая, хорошо сложенная, смуглая, как все Нарышкины, Ирина, по воспоминания Ю. А. Олсуфьева, обладала большим шармом и была всегда приветлива, мила и проста, но было всегда что-то грустное в её глубоких, черных глазах. Её брак с Воронцовым-Дашковым в 1914 году закончился разводом. В 1915 году Ирина Васильевна вышла замуж за генерал-майора князя С. А. Долгорукого. Говорили, что она давно, еще в пору юности, была влюблена в Долгорукова и продолжала его любить, он же, воспользовавшись прошлой влюбленностью Ирины в него - от нечего делать - от скуки, вновь начал ухаживать за ней, и этим браком прикрыл свою  давнишнюю любовную связь с великой княгиней. Рождение дочери Ольги не сделало их брак счастливым, Ирина Васильевна испытывала недомогание и впала в депрессию. Умерла в мае 1917 года в Мисхоре. По официальной версии скончалась от воспаления легких, по другой версии покончила жизнь самоубийством, приняв излишнюю дозу снотворного. Дети:
- Роман (26. 08. 1901 г., Царское Село — 12. 11. 1993 г., США). В первом браке был женат на Анриетте Жюльетте Оден (1894—1979). Развелись в 1928 году. Во втором браке (с 1975 г.) был женат на американке Елизавете Каролине Садтлер. Детей не имел. В эмиграции работал менеджером отеля.
- Мария (1903—1997), в 1922 году вышла замуж за князя Никиту Александровича. Их дети:
  - Князь Никита Никитич
  - Князь Александр Никитич
- Михаил (9. 07. 1904 г., СПб — 14. 03. 1983 г., Сент-Женевьев-де-Буа, под Парижем; похоронен на местном кладбище). В эмиграции жил во Франции, работал инженером. Увлекался масонством, член основатель ложи Астрея (1965), её привратник, знаменосец (1975-1976). Выполнял обязанности досточтимого мастера ложи Юпитер (1962). Выступал на собраниях лож с докладами. Награжден почетной медалью Верховного совета Франции. В 1934 году в Париже женился на княжне Марине Петровне Мещерской (28. 12. 1912 г., СПб - 28. 12. 1994 г., Париж; похоронена на кладбище Сент-Женевьев-де-Буа). В браке родился один сын. Развелись в 1941 году. В 1968 году женился на Синтии Гейтс (р. 9. 10. 1922 г.). Во втором браке детей не имел. От первого брака сын:
  - Семён Михайлович  (15. 02. 1936 г.,  Нейи-сюр-Сен - 22. 08. 2004 г., Париж; похоронен на кладбище Сент-Женевьев-де-Буа). Детей не имел.
- Александр  (29. 12. 1905 г., СПб — 16. 08. 2003 г., Париж; похоронен на кладбище Сент-Женевьев-де-Буа). Проживал во Франции, состоял в Национальной организации русских разведчиков. Никогда не принимал иностранного гражданства. В 1990 и 1993 гг. приезжал в Россию. В 1951 году женился на Александре Дмитриевне Мироновой (11. 11. 1911 г., Москва - 9. 03. 1991 г., Париж; похоронен на кладбище Сент-Женевьев-де-Буа), известной оперной певице, выступавшей под псевдонимом Барбары Никиш. Детей не имел.
- Илларион (3. 07. 1911 г., Парголово, под СПб — 11. 03. 1982 г., Палм-Спрингс (Калифорния); похоронен кладбище Висбадена рядом с бабушкой). Женат не был и потомство не оставил.

Вторая жена (с 19 августа 1915 года) — Людмила Николаевна Сейделер (1885—1943), разводная жена богача Григория Константиновича Ушкова. Слыла при дворе самой красивой женщиной, в Петербурге танцевала в любительском балете. Оставила воспоминания о великом князе Михаиле Александровиче. Брак с Воронцовым-Дашковым был бездетным и распался в 1922 году. В эмиграции Людмила Николаевна была помолвлена с нефтяным королем сэром Генри Деттердингом (1866—1939), но по политическим мотивам это брак не состоялся. Умерла в Лондоне.

## Награды
- Орден Святого Станислава 3-й ст. (ВП 6.12.1908)
- Орден Святой Анны 3-й ст. (ВП 25.11.1911)
- Орден Святого Станислава 2-й ст. (ВП 22.11.1914)
- Орден Святого Владимира 4-й ст. с мечами и бантом (ВП 9.01.1915)
- мечи к ордену Св. Станислава 2-й ст. (ВП 09.09.1915)
- Орден Святого Владимира 3-й ст. с мечами (ВП 28.02.1916)
- Орден Святой Анны 2-й ст. с мечами (ВП 06.10.1916)
- Георгиевское оружие (ВП 08.11.1916)